# Dašnica (okręg niszawski)
Dašnica (cyr. Дашница) – wieś w Serbii, w okręgu niszawskim, w gminie Aleksinac. W 2011 roku liczyła 94 mieszkańców.